# Pont suspendu de Parentignat
Le pont suspendu de Parentignat est un pont qui franchit l'Allier entre les communes d'Issoire et de Parentignat dans le département français du Puy-de-Dôme, en région Auvergne-Rhône-Alpes. Construit en 1830, il a été en service jusqu'en 1976.
Il fait l'objet d'une protection au titre des monuments historiques depuis 1975.

## Histoire et architecture
Le pont suspendu de Parentignat est un pont suspendu au dessus de l'Allier, situé à la limite des communes de Parentignat (rive droite) et d'Issoire (rive gauche), dans le sud du département français du Puy-de-Dôme. Construit en 1830, il est resté en service jusqu'en 1976. Il est inscrit au titre des monuments historiques depuis le 29 octobre 1975.
Son originalité tient aux câbles formés non d'une seule pièce mais composés de barres d'acier articulées, alternativement doubles et quadruples. Excepté un renforcement du tablier, le pont a été peu remanié depuis sa construction. Il est composé d'une grande travée suspendue en fer forgé et de deux plus petites arches en maçonnerie pour une longueur totale de 120 m et une largeur de 6 m.
En 1976, un nouveau pont routier — où passe désormais la route départementale 996 — a été construit une centaine de mètres en amont et le pont suspendu a été désaffecté. Il est actuellement fermé à toute circulation, même piétonne. Le pont est propriété de l'État.

## Galerie de photos

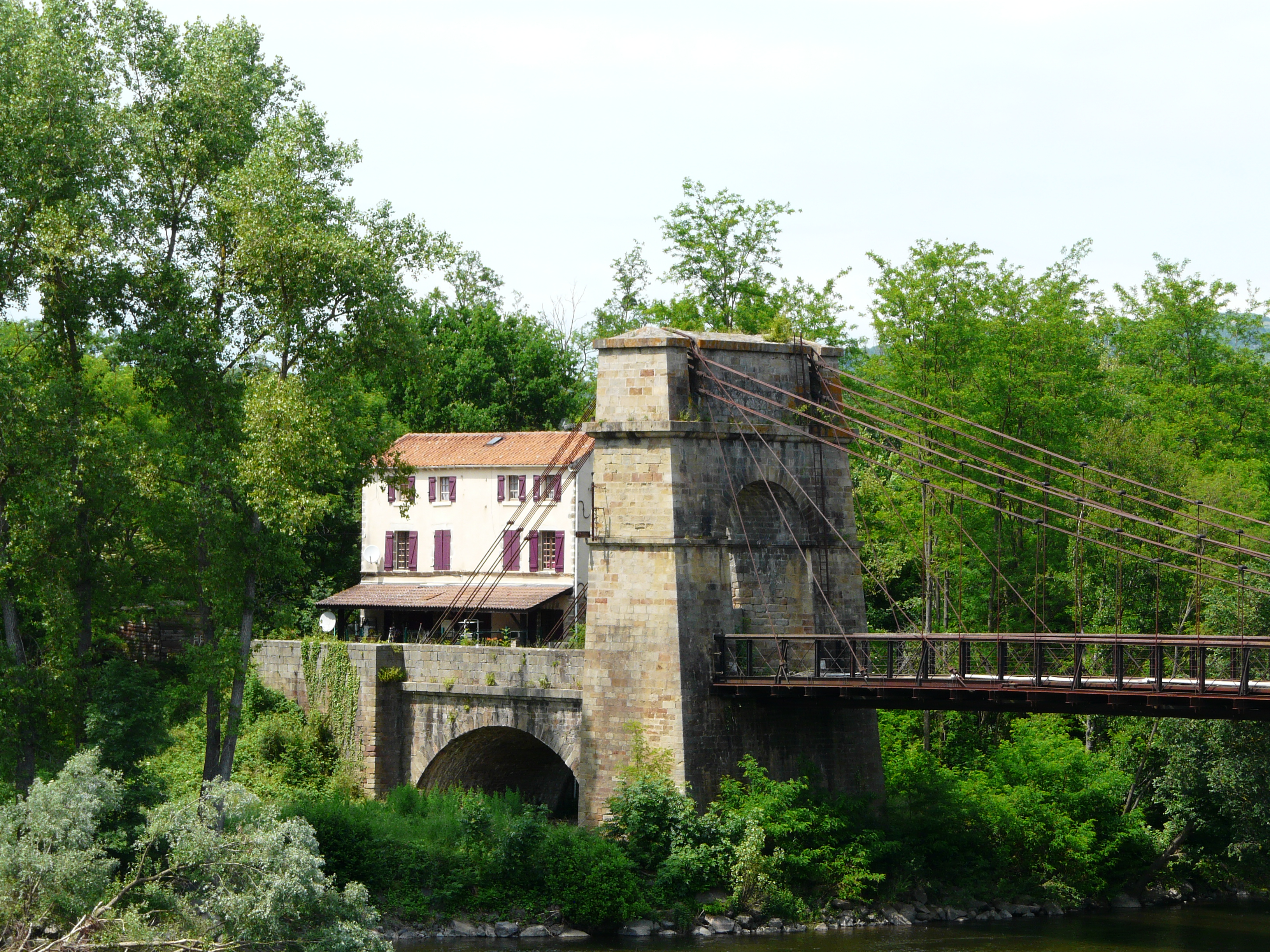
Le pont côté rive gauche (Issoire).
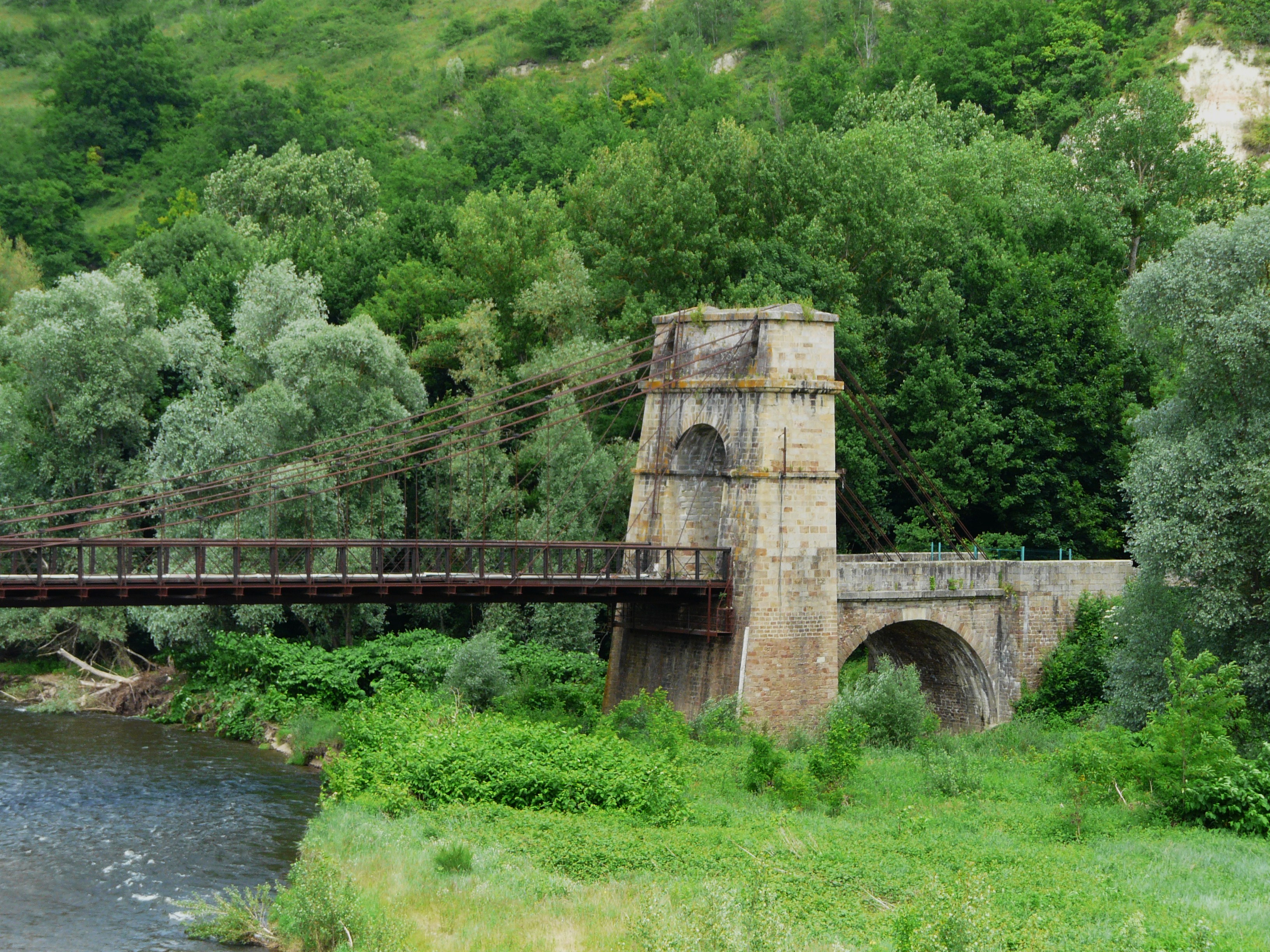
Le pont côté rive droite (Parentignat).
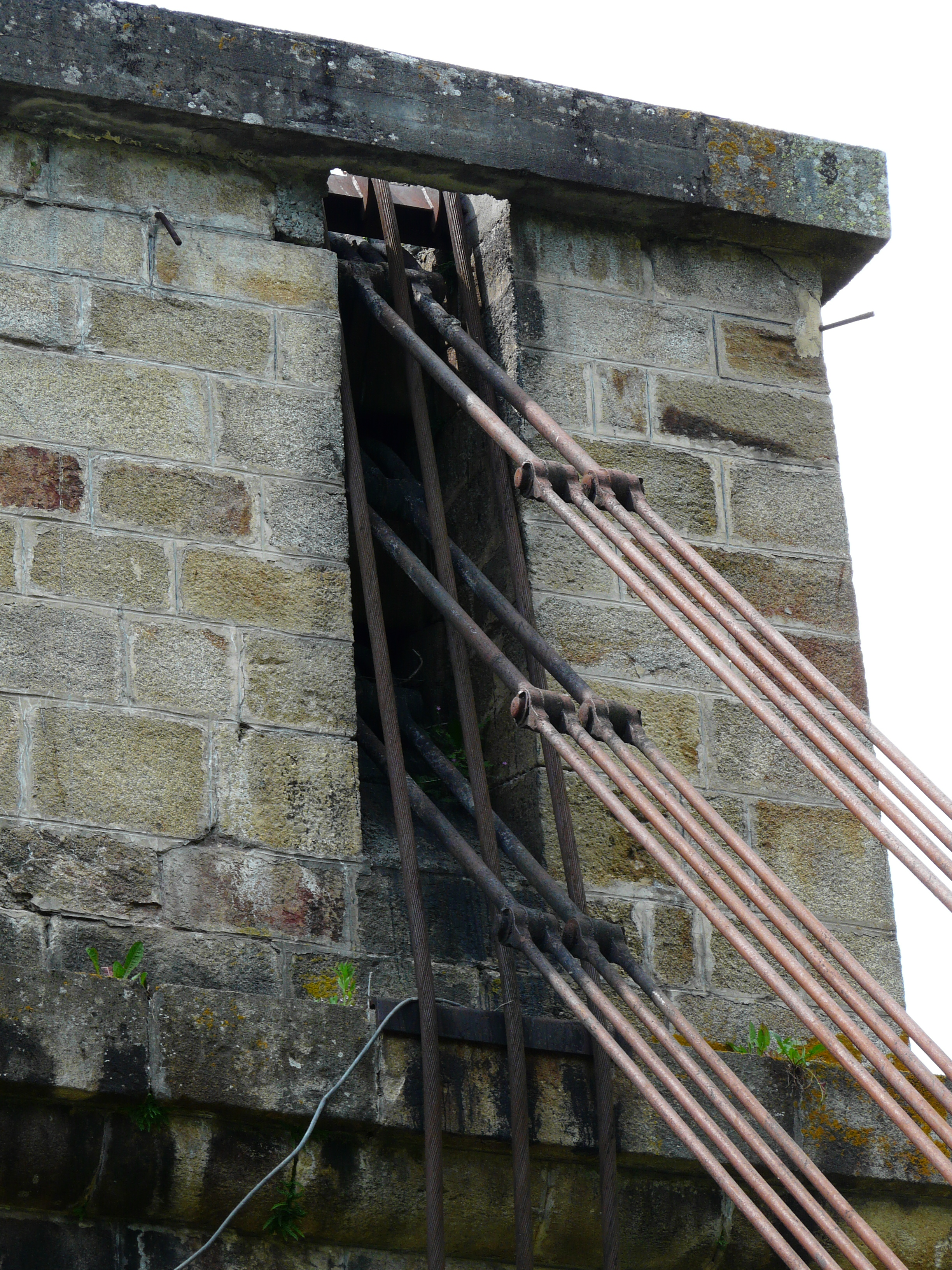
Détail des barres d'acier servant de câble.
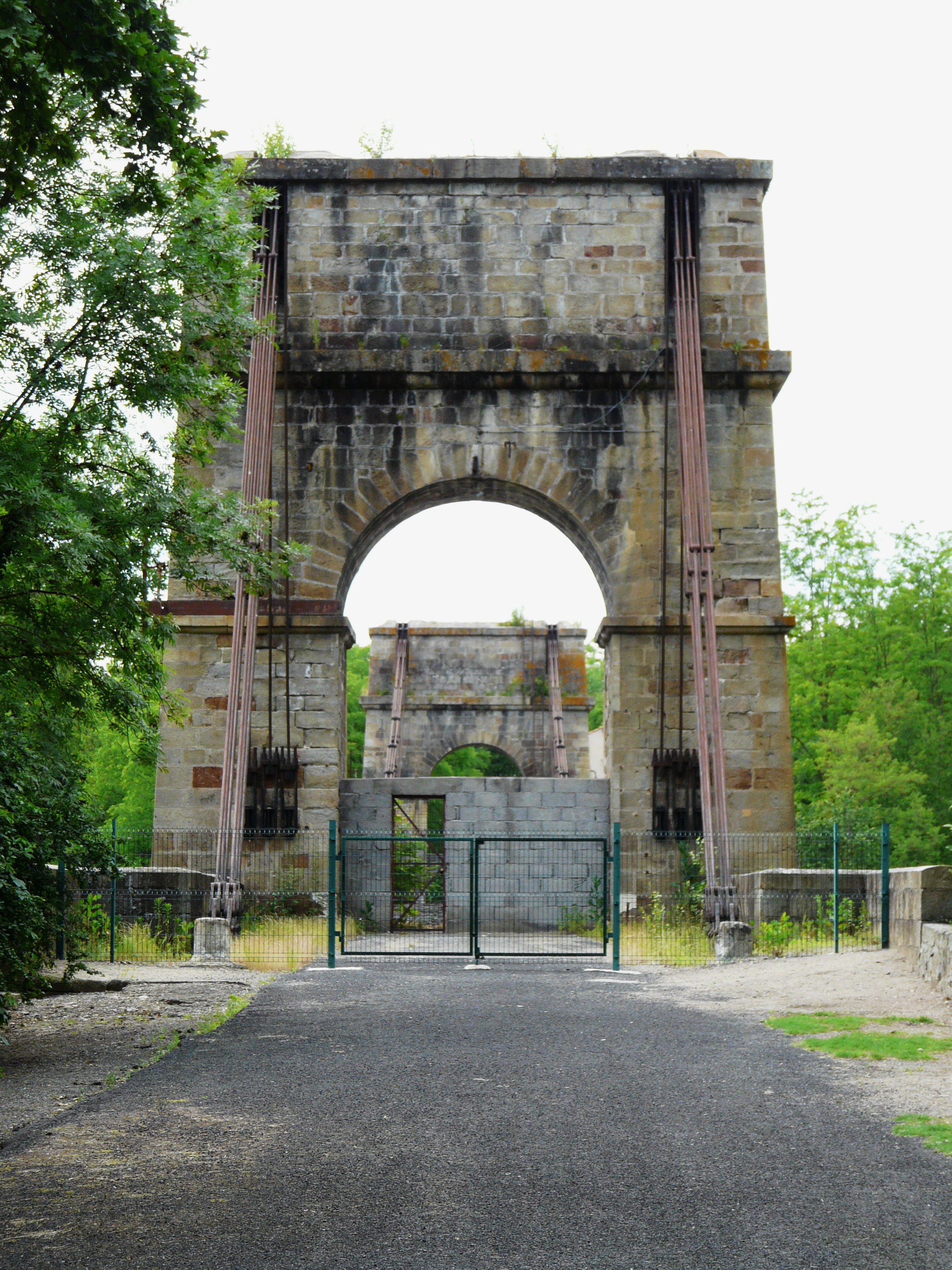
Accès au pont fermé.